# Chicago Street Course
Il Chicago Street Course è un circuito cittadino nel Grant Park della città di Chicago, in Illinois (Stati Uniti). Lungo 2,14 miglia (3,444 km), il circuito attualmente ospita due gare appartenenti alle NASCAR Cup Series e alle NASCAR Xfinity Series, le cui prime edizioni si sono disputate nel fine settimana del 1-2 luglio 2023.
Il circuito ha preso ispirazione da quello virtuale realizzato sulla piattaforma iRacing per la disputa delle eNASCAR iRacing Pro Invitational Series del 2021.

## Storia
Il 24 marzo 2021 la NASCAR annuncia che, in occasione dell'ultima gara della eNASCAR iRacing Pro Invitational Series del 2021, è stato realizzato un circuito stradale virtuale prendendo come ambientazione il Chicago Loop di Chicago, con l'evento trasmesso in diretta dalla FOX il 2 giugno 2021. Già dal marzo 2021 si era diffusa la notizia che i rappresentanti della NASCAR fossero in trattative con funzionari della città per realizzare un vero e proprio evento NASCAR.
L'annuncio ufficiale di una gara NASCAR nelle strade della capitale dell'Illinois arriva il 19 giugno 2022, quando viene comunicato che per la stagione 2023 della NASCAR Cup Series verrà realizzata organizzata la Grant Park 220, sostituendo la Kwik Trip 250 (che si teneva lungo la State Trunk Highway 67 del Wisconsin, nelle vicinanze di Elkhart Lake). Nello stesso comunicato viene ufficializzato anche un contestuale evento della IMSA SportsCar Championship, che però non verrà mai organizzato per venire sostituito da una gara delle NASCAR Xfinity Series. Subito dopo il comunicato ufficiale il sindaco di Chicago, Lori Lightfoot, è stata duramente criticata da alcuni politici cittadini per essere stati esclusi dalle trattative per ospitare l'evento, tra cui quelle di Brendan Reilly, membro del consiglio cittadino in rappresentanza del 42° ward della città, dove la corsa ha luogo.
Per la CBS News di Chicago, l'accordo tra la NASCAR e la città di Chicago prevede il pagamento da parte dell'organizzazione motoristica di una somma di 500.000 dollari, a cui si aggiungono 2 dollari per biglietto venduto e il 15% delle somme ricavate dalla vendita di merchandising, cibo e bevande. Viene fatto notare che la somma pagata dalla NASCAR è notevolmente inferiore rispetto a quella definitiva da altri accordi che prevedono la realizzazione di eventi che obbligano alla chiusura del Grant Park (come, ad esempio, il festival di Lollapalooza).
Oltre alle polemiche sollevate sul tema degli introiti ricavati dall'evento per la città, l'evento motoristico ha scatenato numerose polemiche anche riguardo alla chiusura delle strade in concomitanza del fine settimana dell'Independence Day, nonché riguardo al rumore e ai potenziali pericoli che avrebbero potuto correre le strutture e l'Art Institute di Chicago, situato nei pressi del percorso. Avvicinandosi la data dell'evento, la NASCAR ha realizzato una serie di eventi promozionali per coinvolgere le istituzioni cittadine e i rappresentanti dei cittadini coinvolti dalla manifestazione, comunicando di aver collaborato con lo stesso Art Institute per assicurarsi di non causare alcun possibile pericolo alle collezioni d'arte conservate nel museo.
Il primo evento ufficiale sul Chicago Street Course si è tenuto il 1º luglio 2023 con la The Loop 121, facente parte delle NASCAR Xfinity Series mentre il giorno successivo, il 2 luglio, si è tenuta la Grant Park 220 per la NASCAR Cup Series. A causa dei forti temporali che hanno colpito la città in tutto il fine settimana, entrambe le corse sono state accorciate, come sono stati cancellati gli eventi musicali collaterali alle corse e la corsa valevole per l'IMSA SportsCar Championship.
Il contratto tra la NASCAR e la città di Chicago ha una durata triennale e scadrà nel 2025. L'attuale sindaco di Chicago, Brandon Johnson (che ha sconfitto nelle elezioni primarie del Partito Democratico l'ex-sindaco Lightfoot), ha dichiarato che il futuro della corsa è in corso di valutazione da parte dell'amministrazione cittadina e che verrà tenuto conto dell'opinione dei cittadini di Chicago.

## Il tracciato
Il circuito cittadino è lungo 2,14 miglia (pari a 3444 metri) snodandosi attraverso il Grant Park di Chicago, con partenza e arrivo nella Columbus Drive di fronte alla Buckingham Fountain. Il percorso prosegue lungo Balbo Drive, Lake Shore Drive, Roosevelt Road, Michigan Avenue, la Congress Plaza Drive e infine la Jackson Drive. Il percorso conta 12 curve e attraversa ben due ponti sulla linea ferroviaria della Metra Electric (che collega il centro di Chicago con i sobborghi meridionali). Il profilo del tracciato è simile a quello virtuale utilizzato nel 2021 per la eNASCAR iRacing Pro Invitational Series (a parte qualche piccola differenza nelle curve 4, 5, 10 e 11).
Come un qualsiasi circuito cittadino, ai fini di consentire la realizzazione della pista prima dell'evento le strade sono state chiuse al normale traffico cittadino, come anche quelle nelle zone vicine. La chiusura è durata diversi giorni sia prima, che dopo l'evento.

## Competizioni

### Corse attualmente organizzate
- NASCAR Cup Series
  - Grant Park 165 (2023-oggi)
- NASCAR Xfinity Series
  - The Loop 110 (2023-oggi)

## Record

### Qualifica
- NASCAR Cup Series:  Kyle Larson - 1:27.518 secondi (2024)
- NASCAR Xfinity Series:  Shane van Gisbergen - 1:29.448 secondi (2024)

### Gara
- NASCAR Cup Series:  Shane van Gisbergen - 1:29.720 secondi (2024)
- NASCAR Xfinity Series:  Shane van Gisbergen - 1:30.879 secondi (2024)